# 牡丹组
芍药属牡丹组（学名：Paeonia sect. Moutan）虎耳草目芍药科芍药属的一组，本组为芍药属的木本类群，为中国特有。
芍药属牡丹组目前一般分为肉质花盘亚组（Delavayana）和革质花盘亚组（Vaginatae）：
| 肉质花盘亚组 Delavayana - 滇牡丹 Paeonia delavayi - 大花黄牡丹 Paeonia ludlowii | 革质花盘亚组 Vaginatae - 中原牡丹 Paeonia cathayana - 四川牡丹 Paeonia decomposita - 矮牡丹 Paeonia jishanensis - 杨山牡丹 Paeonia ostii - 卵叶牡丹 Paeonia qiui - 紫斑牡丹 Paeonia rockii - 圆裂牡丹 Paeonia rotundiloba |

本组中除卵叶牡丹和紫斑牡丹属于中国国家一级保护野生植物，其余所有种均属于国家二级保护野生植物。一般常见的观赏植物牡丹（Paeonia × suffruticosa）属于栽培种，不列入国家重点保护野生植物名录。